# Pedro Anes
 Pedro Anes 
Esta família descende de Pedro Anes de Alpoim ou (Pero Anez de Alpoên, como se lê em alguns documentos), o qual nasceu no primeiro quartel do século XV e pertencia à geração dos Alpoins que no reino de Portugal existiam com nobreza.
Pedro Anes passou no dito século à ilha de Santa Maria, Açores, onde foi dos primeiros povoadores, e onde constituiu família que pouco depois se ramificou para outras ilhas do arquipélago dos Açores, e designadamente para a ilha de São Miguel e para a ilha Terceira. 
Na Terceira foi representante desta família João Borges Alpoim do Canto.
1 -  Pedro Anes de Alpoim, casou em Santa Maria com África Anes (ou Africanes), que primeiro fora casada com Jorge Velho, cavaleiro de África, e em segundas núpcias com Nuno Velho de Travassos e Melo.
África Anes foi para a dita ilha com seu pai Gonçalo Anes, que era também de  nobre estirpe, segundo  os documentos existentes. Residiram no sitio onde foi edificada uma Ermida sobre a invocação de Nossa Senhora dos Anjos, a primeira ermida que houve nos Açores.